# 細谷清
細谷 清（ほそや きよし、1892年〈明治25年〉5月4日 - 1951年〈昭和26年〉6月12日）は、日本の陸軍軍医。南方第1陸軍病院長、第15師団軍医部長等を務める。階級は陸軍軍医少将医学博士。

## 経歴
東京府出身。1939年8月1日、陸軍軍医大佐に任官され、陸軍軍医学校教官兼臨時東京第1陸軍病院付を命ぜられる。
1940年8月1日、熊谷敬一中将が師団長の第15師団軍医部長に就任する。1942年7月1日、臨時名古屋第2陸軍病院長に移り、1943年8月2日、陸軍軍医学校教官に再び就く。
1944年3月1日、陸軍軍医少将に進級し、同3月22日、南方軍第7方面軍隷下の南方第1陸軍病院長に就任する。所在地はシンガポールで、同地で終戦を迎える。
1948年（昭和23年）1月31日、公職追放仮指定を受けた。